# MSC (音楽グループ)
MSC（エム・エス・シー）は、日本のヒップホップクルー。2000年に結成し、新宿を拠点に活動。2003年からレーベルLibra Recordsに所属し、2014年からは中心メンバーの漢 a.k.a. GAMIが設立した株式会社鎖グループ内のレーベル「BLACK SWAN」に所属。旧名はMS CRU。

## 来歴
漢、TABOO1、GO、PRIMAL、O2などのメンバーに加え、別動隊であるSATELLITE（少佐、DOGMA、SAW）を含むメンバーを原形として2000年にMS CRU（エム・エス・クルー）名義で結成。2000年初頭に北新宿にアジトを構え、同アジトではテレビを見る事とゲームをやる事を禁止するなど、ストイックな姿勢で活動していたとしている。
ヒップホップ専門誌「blast」に連載されていたコーナー「HOMEBREWER」で取り上げられ、2002年に同コーナーのコンピレーション・アルバム『HOMEBREWERs vol.1』に数曲参加。同年6月10日、1st EP『帝都崩壊』をPヴァインより発売。
2003年にMSCに改名し、1stアルバム『Matador』をPヴァインより発売。隔月開催イベント「HOT POT SPOT」を立ち上げ、同イベント関係者数名で同年5月に有限会社libra（ライブラ）を設立し、Libra Recordsに所属。その年の暮れにはlibra第1弾となる2nd EP『宿（ジュク）ノ斜塔』を発売。
2004年8月18日に発売された湘南乃風の2作目のアルバム『湘南乃風〜ラガパレード〜』の楽曲「極東のCHAMPION feat. MSC」に客演。
2006年1月18日、2ndアルバム『新宿 STREET LIFE』を発売。アルバムには、libraと契約したSHINGO☆西成や、ROMERO SPの一員としても活動する秋田犬どぶろく、韻踏合組合のメンバーCHIEF ROKKAなどがゲスト参加した。このアルバムからMIC SPACEがILL BROSに改名。同年、LAMP EYEの楽曲「証言」を「暴言」と曲名を改めてカバーしたものを発表。この楽曲は、コンピレーション・アルバム『Libra Record -天秤録音-』に5000枚限定で付属していたハガキで応募した人から抽選で100名に配られたアナログシングルにのみ収録されており、後に入手困難の作品となり中古市場などでは高値で取引されていたが、2009年にD.L a.k.a DEV LARGEが発売したコンピレーション・ミックスCD『HARD TO THE CORE version 1』に収録されている。
2012年8月8日に漢 a.k.a. GAMIが株式会社鎖グループを設立。2014年3月5日に事故により死去した元PヴァインのA&R佐藤将が設立したレーベル「BLACK SWAN」と鎖グループで合同記者会見を2014年6月4日に開き、「BLACK SWAN」はDARTHREIDERが代表を引き継ぎ鎖グループ内のレーベルにする事とMSCが「BLACK SWAN」に所属する事などが発表された。2015年3月11日、ミニアルバム『1号棟107』をBLACK SWANより発売。

## メンバー
| 名前               | 担当 | 所属グループ | 参加作品                                                            | 備考 |                                              |
| ------------------ | ---- | ------------ | ------------------------------------------------------------------- | --- | -------------------------------------------- |
| 漢 a.k.a. GAMI     | MC   | ILL BROS     | ※全作品                                                             | リーダー。PRIMALと共に新宿路団というグループも結成している。 |                                              |
| TABOO1             | MC   | ILL BROS     | ※全作品                                                             | ヒップホップとの出会いは音楽面よりもグラフィティが先であり、後に小学校からの幼なじみである漢 a.k.a. GAMIと行動を共にする様になる。自身のソロ楽曲「ROCK IN A POCKET」やDJ BAKUをfeatした「MASTAPIECE」など、リリックのテーマ自体がグラフィティーアートとなっている楽曲も多い。2006年から2007年にかけてスペースシャワーTVの番組『Black File』のコーナー「BURNOUT」の監修・司会進行を務め、国内外のグラフィティシーンをレポートした。2010年6月16日には同コーナーをパッケージ化したDVD作品『BURNOUT-TAB001's UNDERGROUND CONNECTION-』を発売。2010年10月20日、初のソロアルバム『LIFE STYLE MASTA』を発売。2019年6月27日には自身で作画したリアルヒップホップグラフティ漫画「イルブロス」を発売した。 |                                              |
| PRIMAL             | MC   | SIDE RIDE    | ※全作品                                                             | 本名、羽鳥康一郎。B BOY PARK 2003 MC BATTLEで本選に進出する。2007年9月27日、ソロアルバム『眠る男』をリリース。2008年にSHINGO☆西成と鉄板BOYZを結成し、4月18日にシングル「鉄板BOYZ」を発売。2013年8月21日、6年ぶりのアルバム『Proletariat』を発売。前作『眠る男』からこのアルバムを発売するまでの間に結婚をし、鉄板焼き屋で働き始めている。2014年4月2日、ライブDVD『零GRAVITY』を発売。2016年より釧路市に移住し、保育士として働きはじめる。MAKI THE MAGICを精神的な師匠としている。駒澤大学を卒業している。専攻は史学。 |                                              |
| O2                 | MC   | SIDE RIDE    | 『帝都崩壊』 『Matador』 『宿ノ斜塔』 『新宿 STREET LIFE』 「暴言」 | B BOY PARK 2002 MC BATTLEで本選に進出。MSCやLibra Recordsの「オカルト担当」とされている。2009年11月4日に初のソロアルバム『STAYTRUE』を発売。2012年末のライブを最後に沖縄県へ移住。 |                                              |
| GO a.k.a. G-PRINCE | MC   | SIDE RIDE    | 『帝都崩壊』 『Matador』 『新宿 STREET LIFE』                       | 2003年後半にはライブに顔を見せず、『宿ノ斜塔』にも参加しなかったが、その後復活。『新宿 STREET LIFE』リリース後、ラップを辞めて別の仕事に就く。 |                                              |
| MEGA-G             | MC   | JUSWANNA     | 『新宿 STREET LIFE』 「暴言」 『1号棟107』                          | |                                              |
| メシア THE フライ  | MC   | JUSWANNA     | 『新宿 STREET LIFE』                                                | |                                              |
| MUTA               | DJ   | JUSWANNA     | 『新宿 STREET LIFE』 『1号棟107』                                   | |                                              |
| NOE' a.k.a. NOR    | MC   | SATELLITE    |                                                                     | 沖縄県出身。「音信不通」のミュージック・ビデオにも出演している。 |                                              |
| 少佐               | MC   | SATELLITE    | 『宿ノ斜塔』 『新宿 STREET LIFE』                                   | 2014年8月30日付の自身のTwitterによると「MSCではなくなった」としている。 |                                              |
| 麻暴               | MC   | SATELLITE    |                                                                     | 東京都小平市出身。 |                                              |
| DOGMA              | MC   | SATELLITE    | 『1号棟107』 『Tru B-Boyz Strikes Back』                            | UMB2008東京大会BEST4 ソロアルバム『gRASS HOUSE』 |                                              |
| SAW                | MC   | SATELLITE    | 『FULL SMOKE』 『FULL SMOKE2』『STAY TRUE/O2』                      | 罵倒MC BATTLE2012千葉予選優勝 罵倒MC BATTLE2012本選出場 3on3MC BATTLE優勝 |                                              |
| BLACKEE            |      | 広島県出身。 |                                                                     | |                                              |
| Hardtackle 33      | DJ   | -            |                                                                     | DOGMAは中学校の後輩にあたる。 |                                              |
| Hardtackle 66      | DJ   | -            | 『1号棟107』                                                        | |                                              |
| DJ KOHAKU          | DJ   | -            | 『1号棟107』                                                        | MUTAは実弟。 |                                              |
| DJ O-KI            | DJ   | -            |                                                                     | |                                              |
| 太華               | DJ   | -            | ヒューマンビートボックス                                            | 「暴言」 | 2009年8月5日にソロCD+DVD『顔面着地』を発売。 |

## ディスコグラフィ
下記の他に、Libra Recordsから発売されたアナログ作品や、2002年より前に配布されていたデモCD-R、それとほぼ同じ内容で2004年にStreet Knowledge Recordsから数量限定発売された「001+α」などがある。その他、アンダーグラウンドシーンで活動するDJなどを積極的に起用したミックステープを制作。

### ミニアルバム
- 『帝都崩壊』　（2002年6月10日/P-VINE）
  - MS Cru名義。
- 『宿（ジュク）ノ斜塔』　（2003年11月27日）
- 『1号棟107』　（2015年3月11日）

### アルバム
- 『Matador』　（2003年2月25日/P-VINE）
- 『新宿 STREET LIFE』　（2006年1月18日/libra）
  - 付属のDVDでは「音信不通」、「六丁目団地」のMUSIC VIDEO及びライブ映像が見られる。

### アナログ
- 『暴言』　（2006年8月11日）

### 参加作品
- Cod Head - 『So Far From Here』（1999年/Pickin' Mushroom Recordings）
  - 「So Far From Here」「Close To Nothing」にMIC SPACE名義で客演。[29]
- Cod Head - 『Broken Dub Complex』（2000年/Pickin' Mushroom Recordings）
  - 「Lost & Found」にMIC SPACE名義で客演。[30]
- 『HOMEBREWERs vol.1』（コンピレーション・アルバム、2002年5月10日/Pヴァイン）
  - 拡声器空間〜MIC SPACE名義、SIDE RIDE名義、MS CRU名義で1曲ずつ提供。
- 降神 - 『降神』（2004年5月21日/Pヴァイン）
  - 12曲目「お尋ね者」に漢が参加。
- I-DeA - 『SELF EXPRESSION』（2004年/Pヴァイン）
  - 2、16曲目に漢、6曲目にPRIMALが参加。
- I-DeA - 『Da FRONT and BACK』（2006年1月11日/徳間ジャパンコミュニケーションズ）
  - 5曲目「新宿ドリーム」に参加。
- STRUGGLE FOR PRIDE - 『YOU BARK WE BITE』（2006年5月17日/エイベックス・マーケティング・コミュニケーションズ）
  - 2曲目「BLOCKPAIN」に漢と麻暴が参加。
- ラッパ我リヤ - 『NO HIPHOP NO LIFE』(2006年10月4日)
  - 11曲目「HUMAN BEATBOX」に太華が参加。